# Simone Assemani

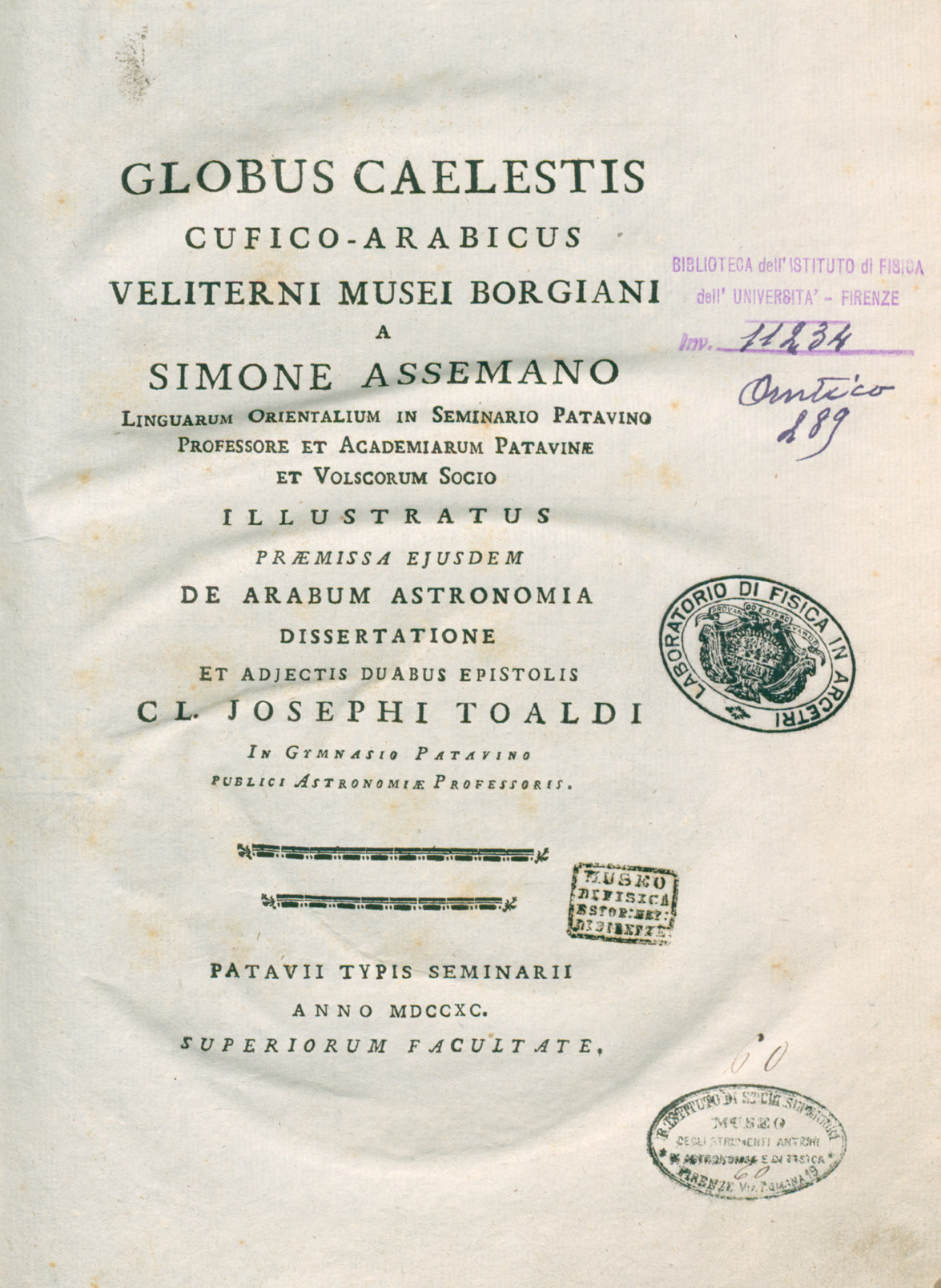
Globus caelestis Cufico-Arabicus Veliterni musei Borgiani, 1790

Simone Assemani (Roma, 19 febbraio 1752 – Padova, 7 aprile 1821) è stato un numismatico e orientalista italiano di origine libanese, bisnipote di Giuseppe Simone Assemani.

## Biografia
Era un componente degli Assemani, una famiglia maronita di origine libanese dalla quale sono usciti numerosi illustri orientalisti ed ecclesiastici. Studiò teologia alla Sapienza di Roma e venne ordinato sacerdote di rito latino anziché maronita. All'età di 26 anni si recò in Siria e in Egitto come missionario. Nel 1778 ritornò a Roma per dedicarsi alla ricerca erudita e all'insegnamento delle lingue. Si recò quindi in Germania e in Austria e lavorò per qualche tempo alla Biblioteca imperiale di Vienna. Nel 1785 divenne professore di Lingue orientali al seminario di Padova; nel 1807 ottenne lo stesso insegnamento all'Università di Padova, città nella quale morì il 7 aprile 1821.

## Opere principali

### Numismatica
- Museo Cufico Naniano / illustrato dall'Abate Simone Assemani. Padova 1787-88. Microfilm-Edition Urbana, Ill.: Univ. of Illinois 1998.
- Sopra le Monete Arabe effigiate. Padova 1809.
- Spiegazione di due rarissime medaglie cufiche della famiglia degli Ommiadi appartenenti al Museo Majnoni in Milano. Milano, 1818.

### Orientalismo
- Saggio sull'origine culto letteratura e costumi degli Arabi avanti Maometto. Padova 1787.
- (LA) Globus caelestis Cufico-Arabicus Veliterni musei Borgiani, Padova, Tipografia del Seminario <Padova>, 1750.
- Catalogo de' Codici Manoscritti Orientali della Bibliotheca Naniana / Compilato dall'Abate Simone Assemani Professore di Lingue Orientali. Padova 1792.